# Jeździec wschodni I (obraz Aleksandra Orłowskiego)
Jeździec wschodni I (inny tytuł Kirgiz na koniu) – obraz olejny na papierze naklejonym na płótno i tekturę namalowany przez polskiego rysownika, malarza i grafika Aleksandra Orłowskiego w 1807, znajdujący się w zbiorach Muzeum Narodowego w Krakowie.

## Opis
W 1806, w obliczu wojny z cesarzem Francuzów i królem Włoch Napoleonem (IV koalicja antyfrancuska), w Cesarstwie Rosyjskim ogłoszono pospolite ruszenie, które objęło także ludy stepowe. Przez stolicę Rosji Petersburg przeszły oddziały, złożone między innymi z Kirgizów – jeden z kirgiskich żołnierzy został uwieczniony na obrazie Orłowskiego. Widzimy na nim niewysoką postać mężczyzny, siedzącą na ciężkawym białym koniu, ubraną we włochaty kaftan. Otulony jest w watowany chałat i futrzaną czapę a jego uzbrojenie stanowi łuk i kołczan wypełniony strzałami. Głęboko nasunięta futrzana czapa ocienia jego skośnooką twarz z cienkimi, zwisającymi wąsami. Zwrócony w prawo wierzchowiec odcina się jasną plamą od ciemnego, zielono-brunatnego tła.
Obraz należy do grupy pierwszych olejnych prac Aleksandra Orłowskiego, dlatego też jego kolorystyka wykazuje pewną niedoskonałość w konstruowaniu zestrojeń barwnych, a sposób wykonania zdradza trudności w opanowaniu techniki malarstwa olejnego. Kompozycja obrazu pozbawiona jest lekkości i dynamiki, charakterystycznych dla rysunkowych szkiców Orłowskiego o podobnej tematyce.